# けじめの位置 〜栄光の軌跡II〜
『けじめの位置 〜栄光の軌跡II〜』（けじめのいち えいこうのきせき2）は、THE 真心ブラザーズ初のベスト・アルバム。1993年10月21日にKi/oon Sony Records (LIFE SIZE)から発売された。
本項では、非売品である｢栄光の軌跡 GREATEST HITS 1989-1992｣についても記述する。

## 解説
THE 真心ブラザーズ名義では、最初で最後のベスト・アルバムである。
LIFE SIZE時代のほとんどのシングル曲が収録されているが、「組曲オバタリアンのテーマ」と「同級生」、「君よりもっとこそくに」は未収録となった。

## 収録曲
1. どか〜ん
作詞・作曲・編曲：THE 真心ブラザーズ
4枚目のシングル。シングル版とはミックスが異なる。
2. 真夏といえども
作詞・作曲：桜井秀俊、編曲：THE 真心ブラザーズ&MB's（加賀八郎・須貝直人）
7枚目のシングル。アルバム『善意の第三者』に収録されたバージョンで収録。
3. うみ
作詞・作曲：倉持陽一、編曲：桜井秀俊
1枚目のシングル。アルバム初収録。
4. 荒川土手
作詞・作曲：倉持陽一、編曲：THE 真心ブラザーズ&MB's
アルバム『勝訴』収録曲。
5. モルツのテーマ
作詞・作曲：桜井秀俊、編曲：THE 真心ブラザーズ&MB's
7枚目のシングル「真夏といえども」のカップリング曲。アルバム初収録。
6. 自転車に乗って
作詞・作曲：高田渡、編曲：THE 真心ブラザーズ
9枚目のシングル。アルバム初収録。
7. うまくは言えないけど
作詞・作曲：倉持陽一、編曲：桜井秀俊
2枚目のシングル。
8. いい天気
作詞・作曲：桜井秀俊、編曲：THE 真心ブラザーズ
5枚目のシングル「同級生」のカップリング曲。アルバム初収録。
9. 花のランランパワー
作詞・作曲：倉持陽一、編曲：桜井秀俊
8枚目のシングル。アルバム初収録。
10. うきうき
作詞・作曲：倉持陽一、編曲：桜井秀俊・倉持陽一&MB's
6枚目のシングル「君よりもっとこそくに」のカップリング曲。
11. ふわふわ人
作詞・作曲・編曲：THE 真心ブラザーズ
3枚目のシングル「組曲オバタリアンのテーマ」のカップリング曲。
12. しょぼ〜ん
作詞・作曲：倉持陽一、編曲：THE 真心ブラザーズ
4枚目のシングル「どか〜ん」の別バージョン。新曲。

## 演奏
- 倉持陽一：ボーカル、コーラス、ギター、ブルース・ハープ
- 桜井秀俊：ボーカル、コーラス、ギター、キーボード
- 加賀八郎：ベース、コーラス、ギター
- 須貝直人：ドラムス、コーラス、パーカッション
- 高桑圭：ウッドベース (#2)
- 斉藤ノブ：パーカッション (#2)
- 横森良三：アコーディオン (#2)
- 水江洋一郎：トランペット (#2)
- 井上昇：トロンボーン (#2)
- 阿部剛：サックス (#2)
- 金野由之：パーカッション (#5)
- リクオ：ピアノ (#6)
- 梅津和時：サックス (#8)

## 栄光の軌跡 GREATEST HITS 1989-1992
『栄光の軌跡 GREATEST HITS 1989-1992』（えいこうのきせき グレイテスト・ヒッツ 1989-1992）は、THE 真心ブラザーズのベスト・アルバム。非売品。

### 解説
非売品のベスト・アルバムであり、1989年から1992年までのLIFE SIZE時代の楽曲が収録されている。商品化されておらず、プロモーション盤のみ存在する。

### 収録曲
1. うみ
2. 時計が急ぐけど
3. どか〜ん
4. ふわふわ人
5. さるまわし (MERCY, MERCY, MERCY)
6. きいてる奴らがバカだから
7. Let's 感動
8. 荒川土手
9. さんぽ
10. 僕は喜劇王
11. いい天気
12. ウジ虫以下
13. スレ
14. Gotta Poison
15. うきうき
16. モルツのテーマ
17. 真夏といえども
18. 旅の夢
19. のこりカスNo.5